# Forma d'onda

Forme d'onda sinusoidale, quadra, triangolare e a dente di sega.

Per forma d'onda si intende il profilo generato, su un piano cartesiano, dalla misurazione di un segnale rispetto a due grandezze che lo caratterizzano. Nel campo dell'elaborazione audio vengono considerati i segnali elettrici. In questo caso le grandezze in gioco sono il tempo {\displaystyle t} e il potenziale elettrico {\displaystyle V} del segnale, misurato in volt. Sull'asse delle ascisse si riporta il valore del tempo e sulle ordinate si riporta il valore misurato in volt.
Spesso si evita di usare il volt come unità di misura del segnale, preferendo la normalizzazione dello stesso tra -1 e 1. Per generare fisicamente una forma d'onda solitamente si fa ricorso ad un apposito generatore di forme d'onda, dove oltre a scegliere la "forma" (quadra, triangolare, sinusoidale, ...), si può scegliere la frequenza e la sua ampiezza. Per registrare queste immagini, spesso fugaci, si usano particolari fotocamere per oscilloscopi.